# Gospel Time
Gospel Time — студійний альбом американської співачки Рут Браун, випущений 1963 року лейблом Philips Records. Записаний у травні 1963 року на студії RCA Studios в Нашвіллі (Теннессі).

## Опис
Альбом став першим і єдиним для Браун, який був присвячений госпелу. Сесія звукозапису проходила у травні 1963 року на студії RCA Studios в Нашвіллі (Теннессі). У записі взяли участь Джеррі Кеннеді і Гарольд Бредлі — гітара, Рей Стівенс — орган, Гаргус Роббінс — фортепіано, бек-вокальний гурт The Milestone Singers.
Серед композицій відомі пісні «Just a Closer Walk with Thee», «Peace in the Valley», «Swing Low Sweet Chariot», «He's Got the Whole World in His Hands» і «Satisfied».

## Список композицій
1. «Morning Train» — 2:38
2. «Will The Circle Be Unbroken» (Чарлз Г. Гебріел, Ада Хабршом) — 3:20
3. «Deep River» — 3:17
4. «He's Got the Whole World in His Hands» — 2:32
5. «Milky White Way» — 3:33
6. «Satisfied» (Марта Карсон) — 2:40
7. «I've Got Shoes» — 3:27
8. «Just a Closer Walk with Thee» — 4:29
9. «There'll Be Peace In The Valley For Me» (Томас А. Дорсі) — 3:54
10. «Swing Low, Sweet Chariot» (аранж. Рут Браун, Джеррі Кеннеді, Марджі Сінглтон) — 3:49
11. «Walk with Me Lord» — 2:33

## Учасники запису
- Рут Браун — вокал
- Джеррі Кеннеді — гітара
- Гарольд Бредлі — гітара
- Рей Стівенс — орган
- Гаргус Роббінс — фортепіано
- The Milestone Singers — бек-вокал

Технічний персонал
- Шелбі Сінглтон — продюсер
- Білл Портер — інженер звукозапису

## Видання
| Країна | Дата | Лейбл   | Формат | Каталог     |
| ------ | ---- | ------- | ------ | ----------- |
| США    | 1963 | Philips | LP     | PHM 200–055 |
| США    | 1989 | Lection | CD     | 839 315-1   |